# Deformació dentofacial
El terme deformitat dentofacial descriu una sèrie d'anormalitats dentals i maxil·lomandibulars, que sovint es presenten amb una maloclusió, que no és susceptible al tractament d'ortodòncia sol i el tractament definitiu necessita alineació quirúrgica de les mandíbules superiors/inferiors o ambdues (cirurgia ortognàtica).
Les persones amb deformitats dentofacials sovint presenten una qualitat de vida més baixa i funcions compromeses pel que fa a la respiració, la deglució, la masticació, l'articulació de la parla i el tancament/postura dels llavis.
Es calcula que gairebé el 30% de la població general presenta maloclusions que necessiten tractament ortodòntic. Tanmateix, el terme deformitat dentofacial descriu una sèrie d'anomalies dentals i maxil·lomandibulars que sovint presenten una maloclusió no susceptible al tractament ortodòntic sol; el tractament definitiu requereix l'alineació quirúrgica dels maxil·lars superior, inferior, o tots dos (cirurgia ortognàtica). Les persones amb deformitats dentofacials sovint tenen una menor qualitat de vida i funcions compromeses relacionades amb la respiració, la deglució, la masticació, l'articulació de la parla i el tancament i postura dels llavis. Es calcula que un 5% de la població general presenta malformacions dentofacials que no són susceptibles a ser corregides mitjançant només el tractament ortodòntic. La deformitat esquelètica facial pot presentar-se en forma de prognatisme o retrognatisme maxil·lar (maxil·lar superior avançat respecte a l'inferior o deficient, respectivament); prognatisme o retrognatisme mandibular (mandíbula desenvolupada en excés o subdesenvolupada, respectivament); oclusió oberta (manca de contacte entre les dents frontals superiors i inferiors tot i haver serrat les dents); discrepàncies transversals i asimetria dels maxil·lars (maxil·lars superior o inferior massa estrets o massa amples, desplaçament del maxil·lar superior o inferior cap a un costat); i cares llargues o curtes. Als EUA, el cirurgià general S. R. Hullihan va començar la correcció quirúrgica de les deformitats dentofacials cap al 1849, però les seves intervencions es limitaven a la correcció de la mandíbula (prognatisme). No va ser fins a més tard, cap a principis del segle xx, que va néixer la cirurgia ortognàtica a St. Louis, quan Edward Angle (ortodontista) i Vilray Blair (cirurgià) van començar a treballar junts. Blair va destacar la importància de la col·laboració entre cirurgià i ortodontista. Tot i això, la cirurgia ortognàtica moderna es va desenvolupar a països de l'Europa central per part de cirurgians com R. Trauner (Graz, Àustria), Martin Wassmund (Berlín, Alemanya), Heinz Köle (Graz) i Hugo Obwegeser (Zuric, Suïssa).